# 奧地利葶藶
奧地利葶藶（学名：Rorippa austriaca）为十字花科葶藶屬下的一个种。

## 扩展阅读
- 維基物種上的相關：奧地利葶藶